# Hydriomena albipunctata
Hydriomena albipunctata là một loài bướm đêm trong họ Geometridae.